# 甲府新田藩
甲府新田藩（こうふしんでんはん）は、柳沢家時代の甲府藩の新田支藩だった藩。内分分知。諸侯（大名）に列するも江戸定府で居所はなく、便宜上「新田藩」と呼称される。宝永6年（1709年） - 享保9年（1724年）。

## 概要
宝永6年（1709年）1月に第5代将軍・徳川綱吉が死去すると、そのもとで側用人として権勢を振るっていた柳沢吉保は同年6月に家督と甲府の所領15万石を長男・柳沢吉里に譲って隠居した。柳沢家の領知は甲府城主となった際へ甲斐へ移されて一円知行となり、山梨郡、八代郡、巨摩郡の三郡15万1288石となっていたが、吉里は相続の際に弟の柳沢経隆（吉保の四男）と柳沢時睦（吉保の五男）に山梨・八代両郡の内の新田高をもってそれぞれ1万石を分与し、甲府新田藩が立藩した。
甲府新田藩には旧幕府領や旗本領であった内高分の村村が配分され、経隆には山梨郡栗原筋9か村の4477石（現山梨市、現甲州市）、八代郡大石和筋9か村4494石（現笛吹市）のほか、旧徳川綱豊領の山梨郡万力筋3か村1028石（現山梨市）が与えられた。時睦には、山梨郡栗原筋7か村4622石、八代郡大石和筋2か村966石、八代郡小石和郡4か村4273石で、これも内高分にあたる。
享保9年（1724年）3月、本家の吉里が大和郡山藩へ移封されると、経隆は郡山藩の支藩として越後黒川藩1万石を立藩、時睦は郡山藩の支藩として越後三日市藩1万石を立藩した。このため、甲府新田藩は15年で廃藩となった。

## 歴代藩主
柳沢家
（譜代） 1万石
- 経隆

（譜代） 1万石
- 時睦